# Eleições regionais na Suécia

Suécia

As eleições regionais têm lugar, de 4 em 4 anos, nas 21 regiões político-administrativas - landsting - em que está dividida a Suécia .  Cada landsting corresponde a um condado - län, abrangendo os municípios aí existentes, ou a uma região - region, abrangendo comunas de vários condados. 
Essas eleições são realizadas simultaneamente com as eleições legislativas para o Parlamento e as eleições municipais para as Comunas. Os eleitores elegem 1662 deputados para as assembleias regionais - landstingsfullmäktige, de onde são escolhidos os conselhos regionais - landstingsstyrelse. 
| Nota linguística                                                                                       |
| Län - condado - uma divisão administrativa da Suécia                                                   |
| Landsting - uma organização político-administrativa regional compreendendo os municípios desse condado |
| Landstingsfullmäktige - Assembleia regional - uma assembleia de uma região político-administrativa     |
| Landstingsstyrelse - um governo de uma região político-administrativa                                  |
| Länsstyrelse - uma autoridade regional administrativa do estado sueco                                  |

## Lista das Regiões político-administrativas da Suécia

As 21 regiões político-administrativas da Suécia - landsting

| Landsting       | Código | Capital    |
| Blekinge        | K      | Karlskrona |
| Dalarna         | W      | Falun      |
| Gotlândia       | I      | Visby      |
| Gävleborg       | X      | Gävle      |
| Halland         | N      | Halmstad   |
| Jämtland        | Z      | Östersund  |
| Jönköping       | F      | Jönköping  |
| Kalmar          | H      | Kalmar     |
| Kronoberg       | G      | Växjö      |
| Norrbotten      | BD     | Luleå      |
| Escânia         | M      | Malmö      |
| Estocolmo       | AB     | Estocolmo  |
| Södermanland    | D      | Nyköping   |
| Uppsala         | C      | Uppsala    |
| Värmland        | S      | Karlstad   |
| Västerbotten    | AC     | Umeå       |
| Västernorrland  | Y      | Härnösand  |
| Västmanland     | U      | Västerås   |
| Västra Götaland | O      | Gotemburgo |
| Örebro          | T      | Örebro     |
| Östergötland    | E      | Linköping  |